# Béthencourt
Béthencourt ist eine französische Gemeinde mit 697 Einwohnern (Stand: 1. Januar 2022) im Département Nord in der Region Hauts-de-France; sie gehört zum Arrondissement Cambrai und zum Kanton Caudry. Die Einwohner werden Béthencourtois und Béthencourtoises genannt.

## Geographie
Béthencourt liegt etwa 14 Kilometer ostsüdöstlich von Cambrai. Der Erclin durchfließt die Gemeinde. Umgeben wird Béthencourt von den Nachbargemeinden Quiévy im Norden, Viesly im Nordosten und Osten, Beaumont-en-Cambrésis im Osten und Südosten, Caudry im Süden, Beauvois-en-Cambrésis im Westen sowie Bévillers im Westen und Nordwesten.

## Bevölkerungsentwicklung
| Jahr                       | 1962 | 1968 | 1975 | 1982 | 1990 | 1999 | 2006 | 2011 | 2020 |
| Einwohner                  | 988  | 933  | 839  | 766  | 694  | 677  | 717  | 775  | 736  |
| Quellen: Cassini und INSEE |      |      |      |      |      |      |      |      |      |

## Sehenswürdigkeiten

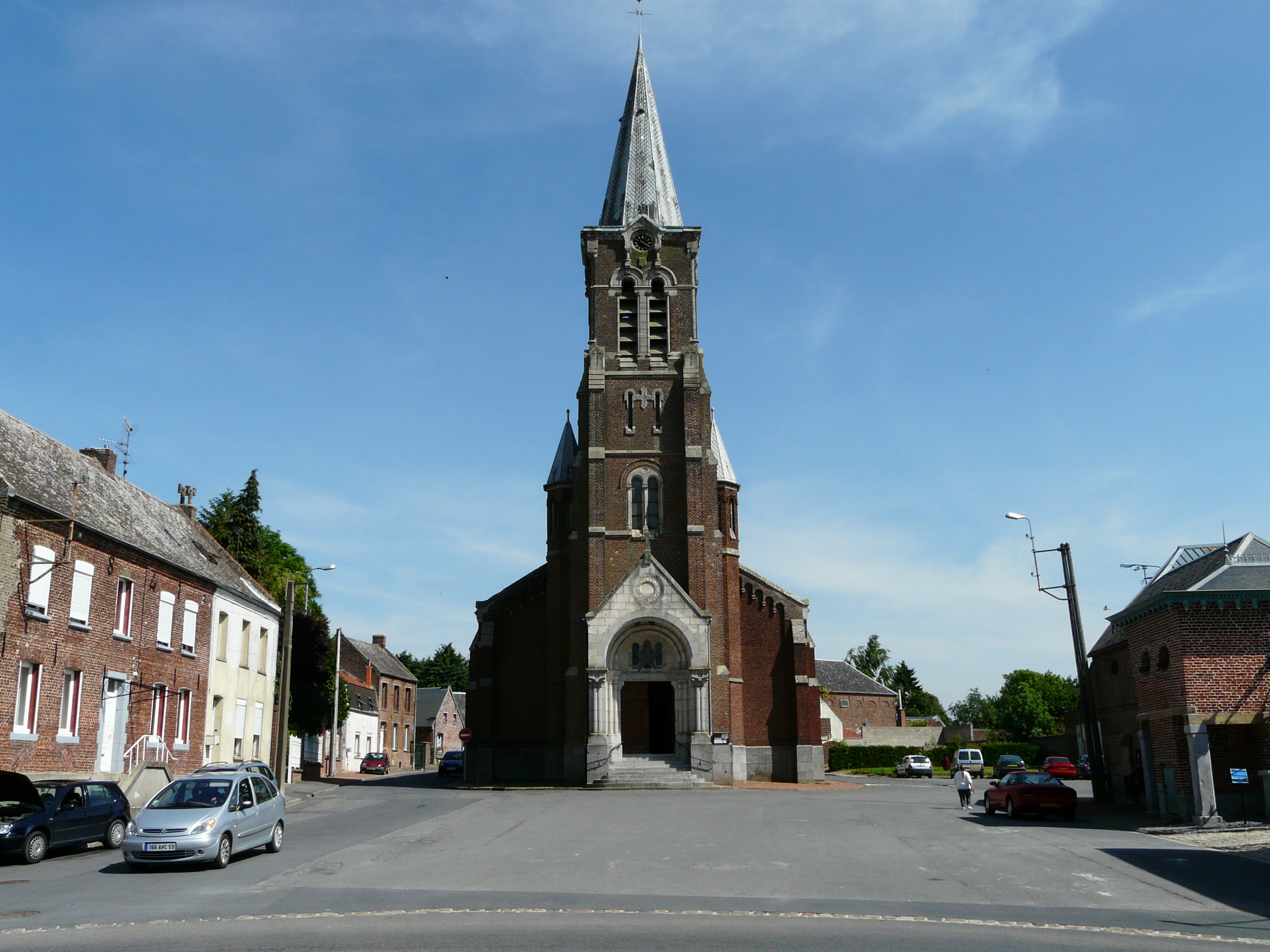
Kirche Notre-Dame-de-l’Assomption
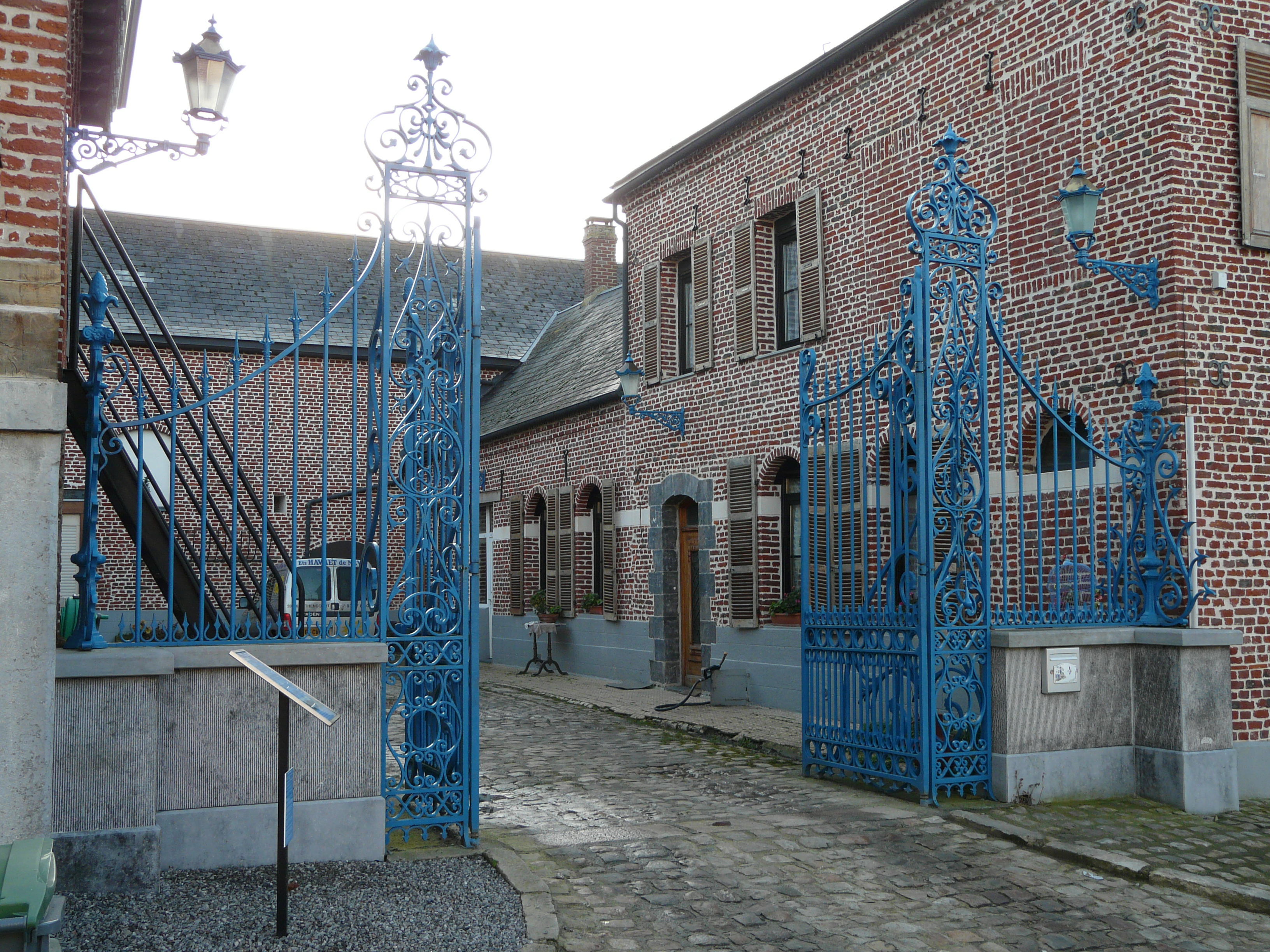
Eingangstor des ehemaligen Schlosses Clermont, welches 2007 abgerissen wurde
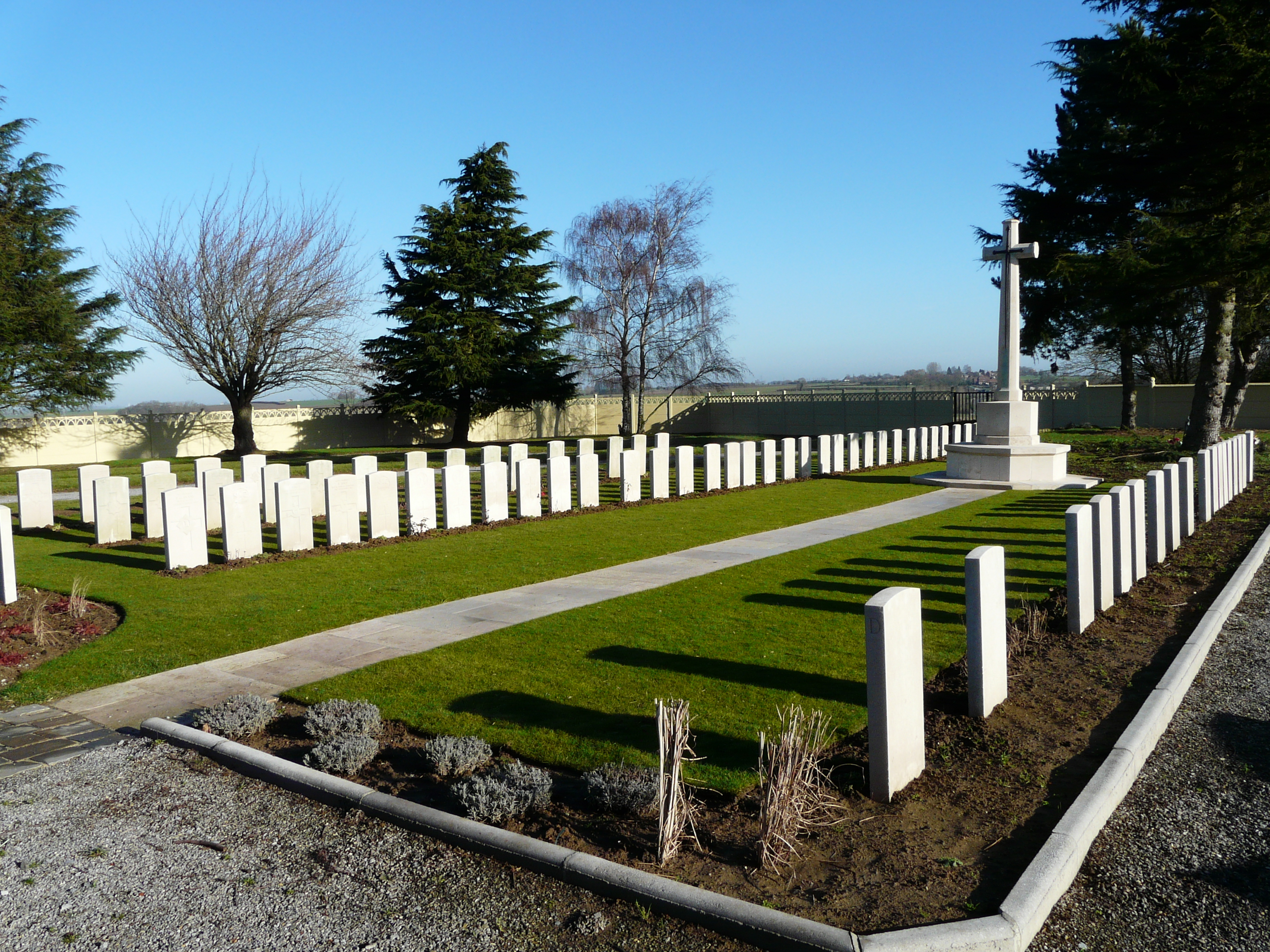
Soldatenfriedhof
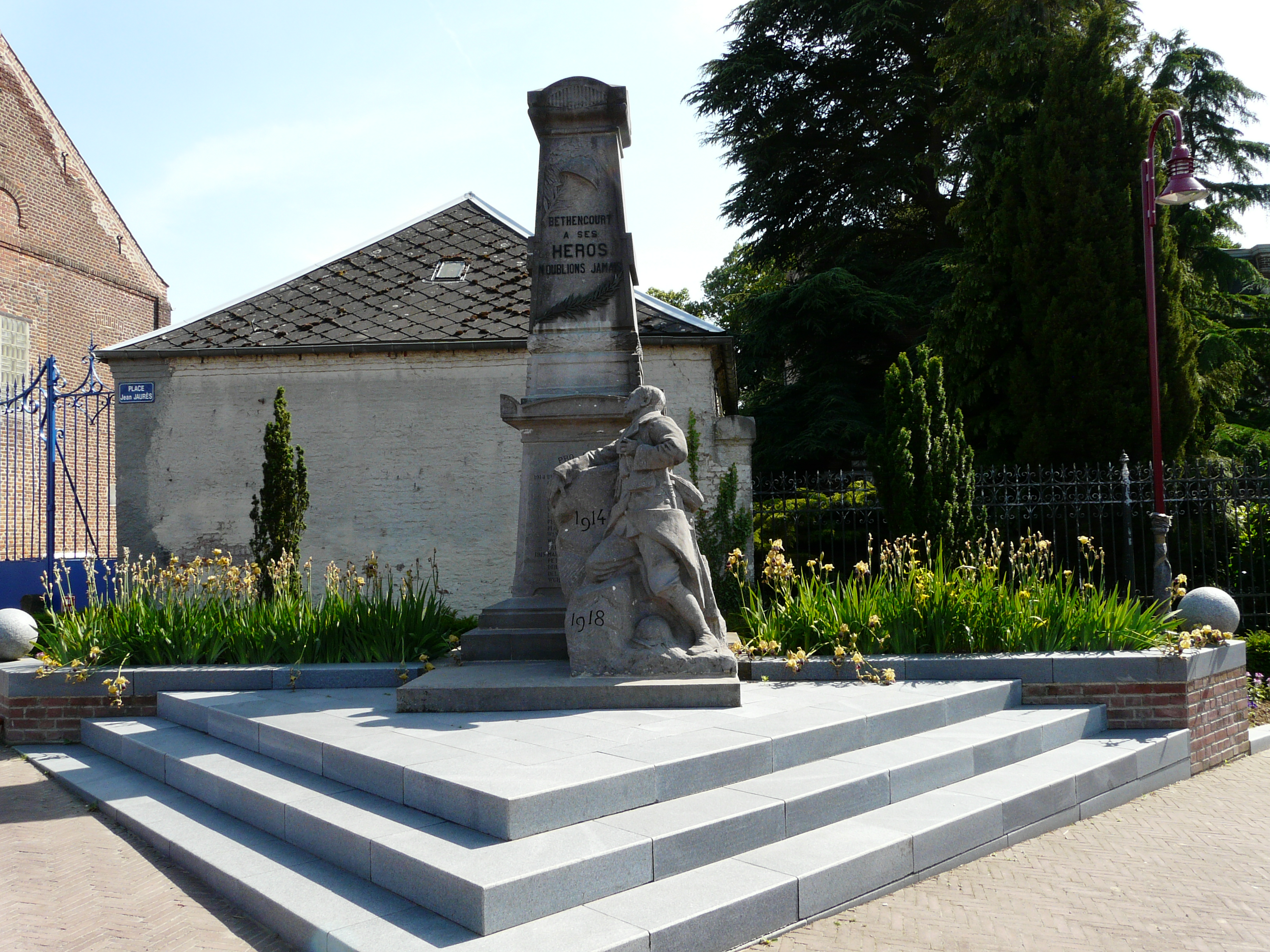
Gefallenendenkmal
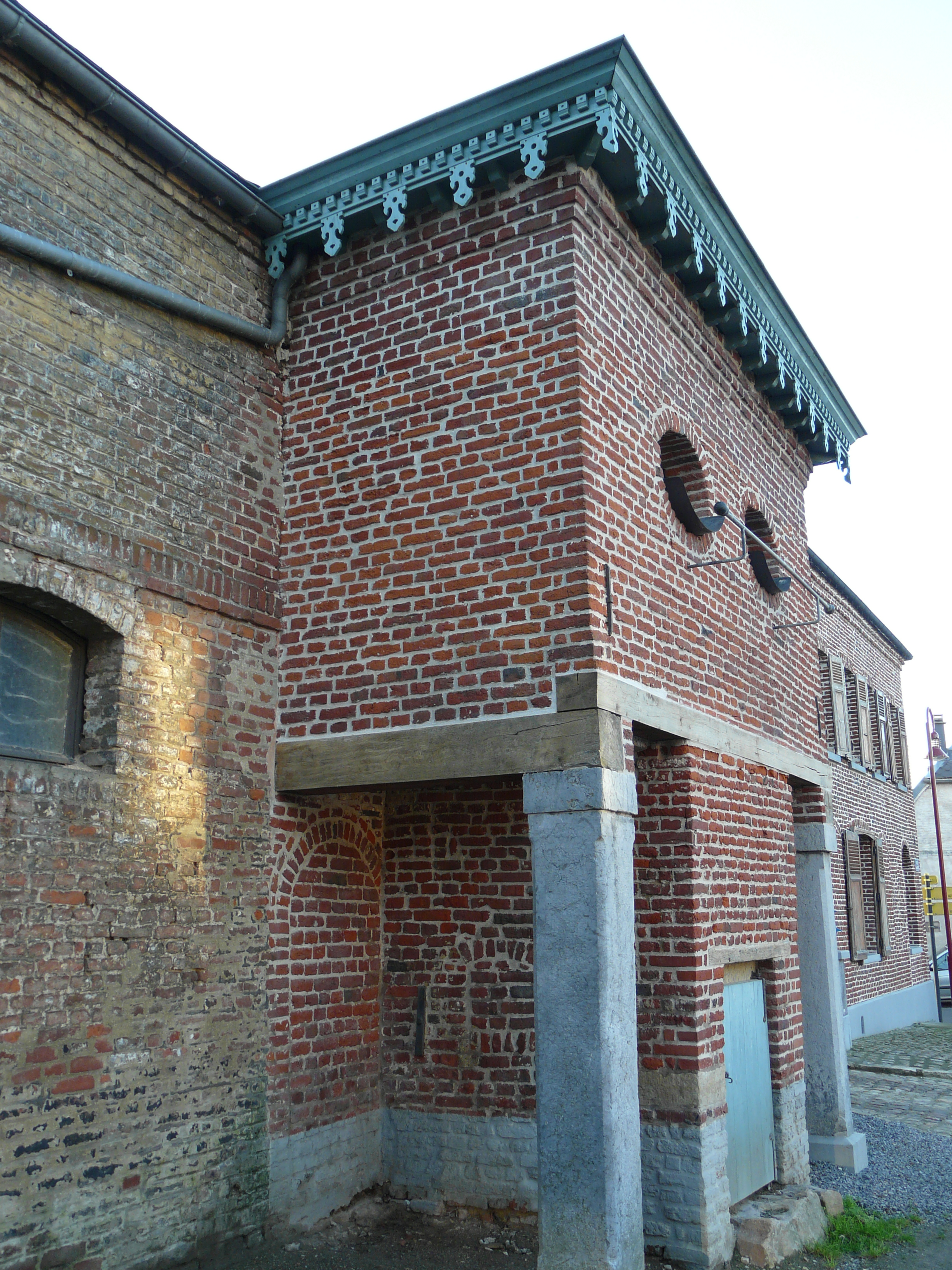
Taubenturm

- Wasserturm

- Kirche Notre-Dame-de-l’Assomption
- Eingangstor des ehemaligen Schlosses Clermont
- Soldatenfriedhof
- Gefallenendenkmal
- Taubenturm

## Persönlichkeiten
- Jules Regnault (1834–1894), französischer Ökonom, geboren in Béthencourt